# Rugulina fragilis
Rugulina fragilis is een slakkensoort uit de familie van de Pendromidae. De wetenschappelijke naam van de soort werd in 1878 voor het eerst geldig gepubliceerd door Georg Ossian Sars.